# Sello estatal de Japón

Sello estatal de Japón.

El gran sello de Japón o sello estatal de Japón (国璽 kokuji?) es uno de los sellos nacionales de Japón y se utiliza como el sello oficial del estado.

## Descripción
El sello está hecho de oro puro, mide 3 soles (unos 9 cm) y pesa 4,5 kg. Es cúbico, y su inscripción «Sello del Gran Japón» (大日本國璽?) está escrita en escritura de sello (篆書 tensho?). Está escrito verticalmente en dos líneas, con el lado derecho que contiene los caracteres 大日本 (Dai Nippon) y el lado izquierdo que contiene los caracteres 國璽 (Kokuji).
El sello se almacena en una bolsa de cuero especialmente designada. Cuando se usa, se usa una regla especial para asegurarse de que el sello se imprime correctamente, y la tinta de sello de cinabrio está hecha especialmente por la Oficina Nacional de Impresión para que no se doble ni se mueva.

## Historia
Abei Rekidō (1805-1883), mano maestra del sello que lleva su nombre y con sede en Kioto, recibió la orden de producir el sello, y lo fabricó con el Sello Privado de Japón durante un año en 1874. Aunque no había ningún carácter 帝 («imperial») en el texto del sello, ya que fue fabricado antes de que Japón se conociera formalmente como 大日本帝国 (Dai Nippon Teikoku) por la Constitución Meiji, no fue modificado tras establecimiento de dicha constitución.
Según la Constitución de Meiji, los casos en los que se usa el sello privado o el sello estatal se definieron a través de la «Fórmula de la nota oficial» (公文式 kōbunshiki?,  1886 - 1907) y en el «Código de la fórmula oficial» (公式令 kōreisiki?,  1907 - 1947). Sin embargo, el código fue abolido con la aplicación de la Constitución de Japón de 1947, sin estatuto de reemplazo. Actualmente, el sello estatal solo se usa para certificados de órdenes japonesas (勲記 kunki?), otorgadas por el Estado. Si el sello estatal o Sello Privado se reproducen ilegalmente, la pena es de al menos dos años o más de servidumbre penal rescindible de acuerdo con el Artículo 164 de la primera cláusula del código penal.
En la transición imperial japonesa de 2019, el Sello del Estado, junto con el Sello Privado y dos de los Tesoros Imperiales, aparecieron dos veces durante las ceremonias: durante la abdicación del emperador Akihito el 30 de abril y durante la adhesión del Emperador Naruhito el 1 de mayo, los chambelanes llevaron los sellos al Salón de los Pinos, donde fueron colocados en mesas cerca del actual Emperador.